# Opacibidion rugicolle
Opacibidion rugicolle är en skalbaggsart som först beskrevs av Anton Franz Nonfried 1895.  Opacibidion rugicolle ingår i släktet Opacibidion och familjen långhorningar.
Artens utbredningsområde är Paraguay. Inga underarter finns listade i Catalogue of Life.